# Pietrarubbia
Pietrarubbia é uma comuna italiana da região dos Marche, Província de Pesaro e Urbino, com cerca de 708 habitantes. Estende-se por uma área de 13 km², tendo uma densidade populacional de 54 hab/km². Faz fronteira com Carpegna, Frontino, Macerata Feltria, Montecopiolo, Piandimeleto.